# Leonardo Sciascia
Leonardo Sciascia, född 8 januari 1921 i Racalmuto, Agrigento på västra Sicilien, död 20 november 1989 i Palermo, var en italiensk författare och politiker. Ett av hans mest kända verk är Il giorno della civetta som utkom 1961. Den svenska översättningen kom 1965 och fick titeln Ugglor i solsken: en roman om maffian. Övriga böcker som översatts till svenska är Det egyptiska konsiliet (1963), När var får sitt (1967), Mönstret (1971), Majoranas försvinnande (1977),  Candido eller En dröm på Sicilien (1979), Dolkmännen (1985) och En enkel historia och andra texter (1991).

## Biografi
Sciascia föddes och växte upp i en arbetarfamilj som den äldsta av tre bröder. När han var 14 år gammal flyttade familjen till Caltanissetta. En av lärarna i skolan var Vitaliano Brancati som kom att bli en mentor och förebild för Sciascia. En annan viktig bekantskap under skoltiden som fick betydelse för hans framtida författarskap var den unge läraren Giuseppe Granata. Efter avslutad skolgång började Sciascia yrkesarbeta 1941 och 1944 gifte han sig med skolläraren Maria Andronico. Paret fick två döttrar. Sciascia blev under 1950-talet känd som en ung begåvad författare på väg upp mot berömmelsen. Han engagerade sig också politiskt. Hans politiska ståndpunkt kan sammanfattas med att han var en vänsterorienterad lokalpatriot, motståndare till maffian och det politiska våld som präglade de så kallade blyåren i Italien. Sciascia var under sin tid som politisk aktivist medlem i två partier, Partito Comunista Italiano (PCI) 1975–77 och Partito Radicale 1979–84. Som representant för det sistnämnda satt han i Italiens deputeradekammare 1979–83. Bland Sciascias politiska uppdrag kan nämnas att han var ledamot i den parlamentariska kommission som bildades för att undersöka omständigheterna kring massakern på Via Fani och den i samband därmed utförda kidnappningen av Aldo Moro samt mordet på densamme.

## Författarskapet
Sciascias yngre bror Giuseppe tog sitt liv 1948 och den traumatiska händelsen kom att utgöra ett slags startpunkt för Sciascias författarskap. Han debuterade som författare 1950 med Favole della dittatura, en satir med udden riktad mot fascismen. Boken innehöll 27 poetiska fabler med djur som huvudpersoner. Debuten blev uppmärksammad av bland andra Pier Paolo Pasolini som recenserade boken. Även Sciascias andra bok La Sicilia, il suo cuore (1952) var poesi men därefter började han publicera även prosaberättelser, först som essäer, sedan romaner som den självbiografiska Le parrocchie di Regalpetra (1956) och den i Italien mycket uppmärksammade boken om maffian, Il giorno della civetta (1961) som utgavs på svenska 1965 med titeln Ugglor i solsken: en roman om maffian. Sciascias ämnesval för hans första kriminalroman var inte helt okontroversiellt. Han skrev boken vid en tid då få sicilianare öppet skulle ha vågat hävda att maffian överhuvudtaget existerade. Han fortsatte parallellt med sin politiska verksamhet att skriva böcker om ämnet, gärna med en vinkling mot förhållandet mellan maffian och politikerna. Han utgav 1971 romanen Il contesto som några år senare blev till en film med titeln Utsökta lik, en i flera avseenden mardrömslik berättelse om en politisk konspiration där huvudpersonen så småningom kommer till insikt om att vara en hederlig polis eller domare inte är någon gångbar merit i det samhälle där han verkar.

## Priser och utmärkelser
- Baguttapriset 1986